# یواس‌اس گلکسی (آی‌ایکس-۵۴)
یواس‌اس گلکسی (آی‌ایکس-۵۴) (به انگلیسی: USS Galaxy (IX-54)) یک کشتی بود که طول آن ۱۳۰ فوت (۴۰ متر) بود. این کشتی در سال ۱۹۳۰ ساخته شد.